# Yorkville Highlands AVA
Yorkville Highlands (anerkannt seit dem 7. April 1998) ist ein Weinbaugebiet im US-Bundesstaat Kalifornien. Das Gebiet liegt im Verwaltungsgebiet Mendocino County. Die Yorkville Highlands befinden sich zwischen der schon im Sonoma County liegenden Alexander Valley AVA und der im Mendocino County liegenden Anderson Valley AVA. Der Boden der Yorkville Highlands ist felsig und enthält einen hohen Anteil an Kies, der für eine hervorragende Drainage sorgt. Während des Tages sind die Temperaturen niedriger als im angrenzenden Alexander Valley aber höher als im Anderson Valley. Nachts hingegen sind die Temperaturen niedriger als in den angrenzenden Tälern.